# Dänisches Landhuhn
Das Dänische Landhuhn ist die einzige Hühnerrasse aus Dänemark. Es ist eine der wenigen reinen Landrassen in Europa.

## Geschichte
Archäologische Funde zeigen, dass das Dänische Landhuhn seit mehr als 2000 Jahren im heutigen Dänemark als Nutztier gehalten wird. Es wird angenommen, dass die Hühner um 400 v. Chr. von germanischen Stämmen aus dem Süden in die skandinavische Region eingeführt wurde.
Zu Beginn des 19. Jahrhunderts wurden verschiedene ausländische Geflügel- und Nutztierrassen in großem Umfang in die dänische Landwirtschaft eingeführt. Das Dänische Landhuhn wurde zurückgedrängt, und oft wurden andere Sorten eingekreuzt. Das Dänische Landhuhn war vom Aussterben bedroht, doch von 1877 bis 1878 kauften und sammelten einige engagierte und vorausschauende Bauern alles, was sie vom Dänischen Landhuhn mit nachweisbarer genetischer Abstammung bekommen konnten. 1878 wurde der Verein Landhønseringen mit dem Lehrer N. Jensen Badskær als Vorsitzendem ins Leben gerufen, und 1901 entstand der erste Zuchtstandard des Dänischen Landhuhns. Die Rasse spielt keine wesentliche wirtschaftliche oder produktive Rolle und wird ausschließlich von Hobbyzüchtern gehalten. Der Verein Specialklubben for Danske Landhøns arbeitet daran, Wissen über diese besondere Rasse zu vermitteln und zu bewahren.

## Beschreibung
Das Dänische Landhuhn ist eine kleine Rasse. Es ist robust, wächst schnell und hat eine gute Krankheitsresistenz. Der Futterverbrauch ist gering und es ist bestrebt, selbst nach Futter zu suchen. Das weibliche Tier, die Henne, hat einen gut entwickelten und prallen Rücken und legt weiße Eier (55–65 g), allerdings nicht im Winter. Dänische Landhühner sind von Natur aus lebhaft und neigen zur Fluglust. Das Durchschnittsgewicht ausgewachsener Hähne und Hühner beträgt 2–2,50 kg bzw. 1,75 kg. Das Fleisch hat eine feine Struktur und der Geschmack gilt als exquisit.
Es gibt verschiedene Farbvarianten des Dänischen Landhuhns, wobei Braun am häufigsten vorkommt, gefolgt von Schwarz. Andere Farben sind Gelb, Weiß, Grau und eine Variante mit Silberhals.

## Erhaltungszustand
Ende des 20. Jahrhunderts war das Dänische Landhuhn selten, aber da es bei Amateurzüchtern immer beliebter wurde, gilt es inzwischen nicht mehr als gefährdet. Die Variante, das Dänische Lutterhuhn, ist nicht so bekannt und beliebt wie gewöhnliche Dänische Landhühner, sie war und ist immer noch vom Aussterben bedroht.